# Coppa Libertadores 1991
La Coppa Libertadores 1991 vide la vittoria della squadra cilena del Colo-Colo.

## Prima fase

### Gruppo 1
| Squadra           | Pti | G | V | N | P | GF | GS | DR |
| ----------------- | --- | - | - | - | - | -- | -- | -- |
| Bolívar           | 7   | 6 | 3 | 1 | 2 | 9  | 5  | 4  |
| Boca Juniors      | 6   | 6 | 2 | 2 | 2 | 6  | 6  | 0  |
| Oriente Petrolero | 6   | 6 | 2 | 2 | 2 | 5  | 7  | -2 |
| River Plate       | 5   | 6 | 2 | 1 | 3 | 10 | 12 | -2 |

| Data        | Sede         | Squadra 1         | Risultato | Squadra 2         |
| ----------- | ------------ | ----------------- | --------- | ----------------- |
| 27 febbraio | Buenos Aires | Boca Juniors      | 4-3       | River Plate       |
| 27 febbraio | La Paz       | Bolívar           | 2-0       | Oriente Petrolero |
| 5 marzo     | La Paz       | Bolívar           | 4-1       | River Plate       |
| 8 marzo     | Santa Cruz   | Oriente Petrolero | 1-1       | River Plate       |
| 12 marzo    | La Paz       | Bolívar           | 2-0       | Boca Juniors      |
| 15 marzo    | Santa Cruz   | Oriente Petrolero | 1-0       | Boca Juniors      |
| 20 marzo    | Santa Cruz   | Oriente Petrolero | 2-1       | Bolívar           |
| 20 marzo    | Buenos Aires | River Plate       | 0-2       | Boca Juniors      |
| 26 marzo    | Buenos Aires | River Plate       | 2-0       | Bolívar           |
| 29 marzo    | Buenos Aires | Boca Juniors      | 0-0       | Bolívar           |
| 2 aprile    | Buenos Aires | River Plate       | 3-1       | Oriente Petrolero |
| 5 aprile    | Buenos Aires | Boca Juniors      | 0-0       | Oriente Petrolero |

### Gruppo 2
| Squadra             | Pti | G | V | N | P | GF | GS | DR |
| ------------------- | --- | - | - | - | - | -- | -- | -- |
| Colo-Colo           | 9   | 6 | 3 | 3 | 0 | 10 | 3  | 7  |
| Liga de Quito       | 6   | 6 | 2 | 2 | 2 | 5  | 6  | -1 |
| Deportes Concepción | 6   | 6 | 2 | 2 | 2 | 6  | 8  | -2 |
| Barcelona           | 3   | 6 | 0 | 3 | 3 | 5  | 9  | -4 |

| Data        | Sede       | Squadra 1           | Risultato | Squadra 2           |
| ----------- | ---------- | ------------------- | --------- | ------------------- |
| 20 febbraio | Concepción | Deportes Concepción | 0-0       | Colo-Colo           |
| 20 febbraio | Guayaquil  | Barcelona           | 0-1       | Liga de Quito       |
| 26 febbraio | Concepción | Deportes Concepción | 1-0       | Barcelona           |
| 1º marzo    | Santiago   | Colo-Colo           | 3-1       | Barcelona           |
| 5 marzo     | Guayaquil  | Barcelona           | 2-2       | Deportes Concepción |
| 8 marzo     | Quito      | Liga de Quito       | 4-0       | Deportes Concepción |
| 13 marzo    | Santiago   | Colo-Colo           | 2-0       | Deportes Concepción |
| 13 marzo    | Quito      | Liga de Quito       | 0-0       | Barcelona           |
| 19 marzo    | Concepción | Deportes Concepción | 3-0       | Liga de Quito       |
| 22 marzo    | Santiago   | Colo-Colo           | 3-0       | Liga de Quito       |
| 2 aprile    | Guayaquil  | Barcelona           | 2-2       | Colo-Colo           |
| 5 aprile    | Quito      | Liga de Quito       | 0-0       | Colo-Colo           |

### Gruppo 3
| Squadra     | Pti | G | V | N | P | GF | GS | DR |
| ----------- | --- | - | - | - | - | -- | -- | -- |
| Flamengo    | 9   | 6 | 3 | 3 | 0 | 11 | 4  | 7  |
| Corinthians | 6   | 6 | 1 | 4 | 1 | 7  | 6  | 1  |
| Nacional    | 6   | 6 | 2 | 2 | 2 | 7  | 6  | 1  |
| Bella Vista | 3   | 6 | 0 | 3 | 3 | 5  | 14 | -9 |

| Data        | Sede           | Squadra 1   | Risultato | Squadra 2   |
| ----------- | -------------- | ----------- | --------- | ----------- |
| 20 febbraio | Rio de Janeiro | Flamengo    | 1-1       | Corinthians |
| 20 febbraio | Montevideo     | Nacional    | 3-0       | Bella Vista |
| 26 febbraio | Montevideo     | Bella Vista | 2-2       | Flamengo    |
| 1º marzo    | Montevideo     | Nacional    | 0-1       | Flamengo    |
| 12 marzo    | Montevideo     | Bella Vista | 1-1       | Corinthians |
| 15 marzo    | Montevideo     | Nacional    | 1-1       | Corinthians |
| 20 marzo    | San Paolo      | Corinthians | 0-2       | Flamengo    |
| 20 marzo    | Montevideo     | Bella Vista | 0-3       | Nacional    |
| 26 marzo    | Brasilia       | Flamengo    | 1-1       | Bella Vista |
| 29 marzo    | San Paolo      | Corinthians | 4-1       | Bella Vista |
| 2 aprile    | Rio de Janeiro | Flamengo    | 4-0       | Nacional    |
| 5 aprile    | San Paolo      | Corinthians | 0-0       | Nacional    |

### Gruppo 4
| Squadra             | Pti | G | V | N | P | GF | GS | DR |
| ------------------- | --- | - | - | - | - | -- | -- | -- |
| Atlético Colegiales | 8   | 6 | 2 | 4 | 0 | 10 | 5  | 5  |
| Cerro Porteño       | 8   | 6 | 2 | 4 | 0 | 9  | 4  | 5  |
| Universitario       | 5   | 6 | 1 | 3 | 2 | 4  | 6  | -2 |
| Sport Boys          | 3   | 6 | 1 | 1 | 4 | 7  | 15 | -8 |

| Data        | Sede     | Squadra 1           | Risultato | Squadra 2           |
| ----------- | -------- | ------------------- | --------- | ------------------- |
| 20 febbraio | Asunción | Atlético Colegiales | 1-1       | Cerro Porteño       |
| 20 febbraio | Lima     | Sport Boys          | 0-2       | Universitario       |
| 6 marzo     | Asunción | Cerro Porteño       | 1-1       | Atlético Colegiales |
| 6 marzo     | Lima     | Universitario       | 1-3       | Sport Boys          |
| 12 marzo    | Lima     | Sport Boys          | 2-2       | Atlético Colegiales |
| 15 marzo    | Lima     | Universitario       | 0-0       | Atlético Colegiales |
| 19 marzo    | Lima     | Sport Boys          | 1-3       | Cerro Porteño       |
| 22 marzo    | Lima     | Universitario       | 1-1       | Cerro Porteño       |
| 25 marzo    | Asunción | Atlético Colegiales | 4-1       | Sport Boys          |
| 28 marzo    | Asunción | Cerro Porteño       | 3-0       | Sport Boys          |
| 2 aprile    | Asunción | Atlético Colegiales | 2-0       | Universitario       |
| 5 aprile    | Asunción | Cerro Porteño       | 0-0       | Universitario       |
| 10 aprile   | Asunción | Atlético Colegiales | 0-1       | Cerro Porteño       |

### Gruppo 5
| Squadra                | Pti | G | V | N | P | GF | GS | DR |
| ---------------------- | --- | - | - | - | - | -- | -- | -- |
| América de Cali        | 11  | 6 | 5 | 1 | 0 | 10 | 3  | 7  |
| Atlético Nacional      | 6   | 6 | 2 | 2 | 2 | 7  | 7  | 0  |
| Union Atlético Táchira | 5   | 6 | 1 | 3 | 2 | 6  | 7  | -1 |
| Sport Marítimo         | 2   | 6 | 0 | 2 | 4 | 4  | 10 | -6 |

| Data        | Sede          | Squadra 1              | Risultato | Squadra 2              |
| ----------- | ------------- | ---------------------- | --------- | ---------------------- |
| 22 febbraio | San Cristobal | Atlético Nacional      | 0-2       | América de Cali        |
| 23 febbraio | Caracas       | Sport Marítimo         | 0-0       | Union Atlético Táchira |
| 26 febbraio | Caracas       | Sport Marítimo         | 0-1       | América de Cali        |
| 1º marzo    | San Cristobal | Union Atlético Táchira | 1-1       | América de Cali        |
| 5 marzo     | Caracas       | Sport Marítimo         | 1-3       | Atlético Nacional      |
| 8 marzo     | San Cristobal | Union Atlético Táchira | 1-2       | Atlético Nacional      |
| 16 marzo    | San Cristobal | Union Atlético Táchira | 2-1       | Sport Marítimo         |
| 31 marzo    | Miami         | América de Cali        | 1-0       | Atlético Nacional      |
| 5 aprile    | Miami         | Atlético Nacional      | 0-0       | Union Atlético Táchira |
| 5 aprile    | Miami         | América de Cali        | 2-0       | Sport Marítimo         |
| 7 aprile    | Miami         | América de Cali        | 3-2       | Union Atlético Táchira |
| 7 aprile    | Miami         | Atlético Nacional      | 2-2       | Sport Marítimo         |

## Fase a eliminazione diretta
Qualificata direttamente a questa fase l'Olimpia in quanto campione in carica.
|  | Ottavi di finale            | Ottavi di finale            | Ottavi di finale            |                   |               | Quarti di finale     | Quarti di finale     | Quarti di finale     |  |               | Semifinali          | Semifinali          | Semifinali          |  |         | Finale               | Finale               | Finale               |
|  | 17/18 aprile - 24/25 aprile | 17/18 aprile - 24/25 aprile | 17/18 aprile - 24/25 aprile |                   |               | 1º maggio - 8 maggio | 1º maggio - 8 maggio | 1º maggio - 8 maggio |  |               | 17 maggio-22 maggio | 17 maggio-22 maggio | 17 maggio-22 maggio |  |         | 29 maggio - 5 giugno | 29 maggio - 5 giugno | 29 maggio - 5 giugno |
|  |                             |                             |                             |                   |               |                      |                      |                      |  |               |                     |                     |                     |  |         |                      |                      |                      |
|  | D. Concepción               | 3                           | 0                           |                   |               |                      |                      |                      |  |               |                     |                     |                     |  |         |                      |                      |                      |
|  | América                     | 3                           | 3                           |                   |               |                      |                      |                      |  |               |                     |                     |                     |  |         |                      |                      |                      |
|  | América                     | 3                           | 3                           |                   | América       | 0                    | 0                    |                      |  |               |                     |                     |                     |  |         |                      |                      |                      |
|  |                             |                             |                             |                   | América       | 0                    | 0                    |                      |  |               |                     |                     |                     |  |         |                      |                      |                      |
|  |                             | Atl. Nacional               | 0                           | 2                 |               |                      |                      |                      |  |               |                     |                     |                     |  |         |                      |                      |                      |
|  | Liga de Quito               | Atl. Nacional               | 0                           | 2                 | 2             | 0                    |                      |                      |  |               |                     |                     |                     |  |         |                      |                      |                      |
|  | Liga de Quito               |                             |                             |                   | 2             | 0                    |                      |                      |  |               |                     |                     |                     |  |         |                      |                      |                      |
|  | Atl. Nacional               | 2                           | 2                           |                   |               |                      |                      |                      |  |               |                     |                     |                     |  |         |                      |                      |                      |
|  | Atl. Nacional               | 2                           | 2                           |                   |               |                      |                      |                      |  | Atl. Nacional | 0                   | 0                   |                     |  |         |                      |                      |                      |
|  |                             |                             |                             |                   |               |                      |                      |                      |  |               | 0                   | 0                   |                     |  |         |                      |                      |                      |
|  | Olimpia                     | 0                           | 1                           |                   |               |                      |                      |                      |  |               |                     |                     |                     |  |         |                      |                      |                      |
|  | Olimpia                     | 0                           | 1                           | Oriente Petrolero | 1             | 0                    |                      |                      |  |               |                     |                     |                     |  |         |                      |                      |                      |
|  |                             |                             |                             | Oriente Petrolero | 1             | 0                    |                      |                      |  |               |                     |                     |                     |  |         |                      |                      |                      |
|  | Cerro Porteño               | 1                           | 2                           |                   |               |                      |                      |                      |  |               |                     |                     |                     |  |         |                      |                      |                      |
|  | Cerro Porteño               | 1                           | 2                           |                   | Cerro Porteño | 1                    | 0                    |                      |  |               |                     |                     |                     |  |         |                      |                      |                      |
|  |                             |                             |                             |                   | Cerro Porteño | 1                    | 0                    |                      |  |               |                     |                     |                     |  |         |                      |                      |                      |
|  |                             | Olimpia                     | 0                           | 3                 |               |                      |                      |                      |  |               |                     |                     |                     |  |         |                      |                      |                      |
|  | Olimpia                     | Olimpia                     | 0                           | 3                 | 1             | 2                    |                      |                      |  |               |                     |                     |                     |  |         |                      |                      |                      |
|  | Olimpia                     |                             |                             |                   | 1             | 2                    |                      |                      |  |               |                     |                     |                     |  |         |                      |                      |                      |
|  | Atlético Colegiales         | 1                           | 1                           |                   |               |                      |                      |                      |  |               |                     |                     |                     |  |         |                      |                      |                      |
|  | Atlético Colegiales         | 1                           | 1                           |                   |               |                      |                      |                      |  |               |                     |                     |                     |  | Olimpia | 0                    | 0                    |                      |
|  |                             |                             |                             |                   |               |                      |                      |                      |  |               |                     |                     |                     |  |         | 0                    | 0                    |                      |
|  | Colo-Colo                   | 0                           | 3                           |                   |               |                      |                      |                      |  |               |                     |                     |                     |  |         |                      |                      |                      |
|  | Colo-Colo                   | 0                           | 3                           | Universitario     | 0             | 1                    |                      |                      |  |               |                     |                     |                     |  |         |                      |                      |                      |
|  |                             |                             |                             | Universitario     | 0             | 1                    |                      |                      |  |               |                     |                     |                     |  |         |                      |                      |                      |
|  | Colo-Colo                   | 0                           | 2                           |                   |               |                      |                      |                      |  |               |                     |                     |                     |  |         |                      |                      |                      |
|  | Colo-Colo                   | 0                           | 2                           |                   | Colo-Colo     | 4                    | 0                    |                      |  |               |                     |                     |                     |  |         |                      |                      |                      |
|  |                             |                             |                             |                   | Colo-Colo     | 4                    | 0                    |                      |  |               |                     |                     |                     |  |         |                      |                      |                      |
|  |                             | Nacional                    | 0                           | 2                 |               |                      |                      |                      |  |               |                     |                     |                     |  |         |                      |                      |                      |
|  | Nacional                    | Nacional                    | 0                           | 2                 | 4             | 1                    |                      |                      |  |               |                     |                     |                     |  |         |                      |                      |                      |
|  | Nacional                    |                             |                             |                   | 4             | 1                    |                      |                      |  |               |                     |                     |                     |  |         |                      |                      |                      |
|  | Bolívar                     | 1                           | 1                           |                   |               |                      |                      |                      |  |               |                     |                     |                     |  |         |                      |                      |                      |
|  | Bolívar                     | 1                           | 1                           |                   |               |                      |                      |                      |  | Boca Juniors  | 1                   | 1                   |                     |  |         |                      |                      |                      |
|  |                             |                             |                             |                   |               |                      |                      |                      |  |               | 1                   | 1                   |                     |  |         |                      |                      |                      |
|  | Colo-Colo                   | 0                           | 3                           |                   |               |                      |                      |                      |  |               |                     |                     |                     |  |         |                      |                      |                      |
|  | Colo-Colo                   | 0                           | 3                           | Táchira           | 2             | 0                    |                      |                      |  |               |                     |                     |                     |  |         |                      |                      |                      |
|  |                             |                             |                             | Táchira           | 2             | 0                    |                      |                      |  |               |                     |                     |                     |  |         |                      |                      |                      |
|  | Flamengo                    | 3                           | 5                           |                   |               |                      |                      |                      |  |               |                     |                     |                     |  |         |                      |                      |                      |
|  | Flamengo                    | 3                           | 5                           |                   | Flamengo      | 2                    | 0                    |                      |  |               |                     |                     |                     |  |         |                      |                      |                      |
|  |                             |                             |                             |                   | Flamengo      | 2                    | 0                    |                      |  |               |                     |                     |                     |  |         |                      |                      |                      |
|  |                             | Boca Juniors                | 1                           | 3                 |               |                      |                      |                      |  |               |                     |                     |                     |  |         |                      |                      |                      |
|  | Boca Juniors                | Boca Juniors                | 1                           | 3                 | 3             | 1                    |                      |                      |  |               |                     |                     |                     |  |         |                      |                      |                      |
|  | Boca Juniors                |                             |                             |                   | 3             | 1                    |                      |                      |  |               |                     |                     |                     |  |         |                      |                      |                      |
|  | Corinthians                 | 1                           | 1                           |                   |               |                      |                      |                      |  |               |                     |                     |                     |  |         |                      |                      |                      |